# Transplantace plic

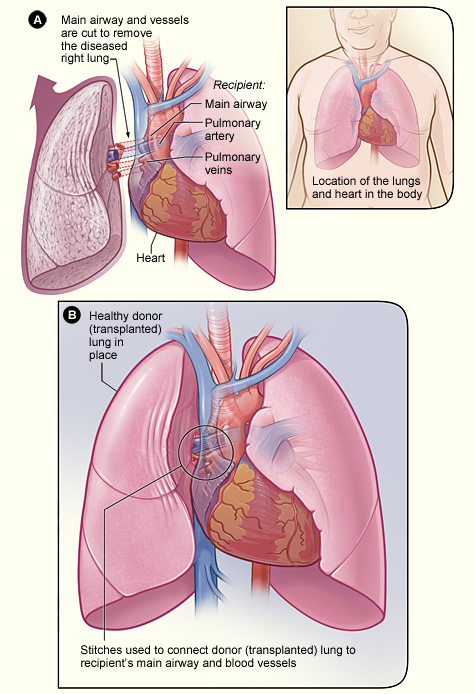
Transplantace plic

Transplantace plic je chirurgický zákrok, při kterém jsou jedna nebo obě plíce nahrazeny plícemi od dárce. Dárcovské plíce lze získat od živého nebo zemřelého dárce. Živý dárce může darovat pouze jeden plicní lalok.
U některých plicních onemocnění může příjemce potřebovat pouze jednu plíci. U jiných plicních onemocnění, jako je cystická fibróza, je nutné, aby příjemce dostal obě plíce. Ačkoli transplantace plic s sebou nese určitá rizika, může prodloužit délku života a zlepšit kvalitu života pacientů s konečným stádiem plicního onemocnění.

## Historie
Historie transplantací začala pokusy, které kvůli odmítnutí transplantátu končily neúspěchem. Experimenty na zvířatech, které provedli průkopníci nových metod, např. Vladimir Děmichov nebo Henry Metras během 40. a 50. let 20. století, však prokázaly, že tyto postupy jsou technicky proveditelné.
První transplantaci lidských plic provedl James Hardy z University of Mississippi 11. června 1963. Po transplantaci jedné plíce přežil pacient, později identifikovaný jako usvědčený vrah John Richard Russell, 18 dní.
Od roku 1963 do roku 1978 selhalo mnoho pokusů o transplantaci plic kvůli odmítnutí orgánů a kvůli problémům s hojením průdušek. Teprve po vynálezu mimotělního oběhu ve spojení s vývojem imunosupresivních léků se šance na přežití pacientů zvýšily.
První úspěšnou transplantací zahrnující plíce byla operace srdce a plic, kterou provedl Dr. Bruce Reitz ze Stanfordovy univerzity v roce 1981 ženě s idiopatickou plicní hypertenzí.
Dr. Joel Cooper v Torontu pak provedl následující operace:
- 1983: první dlouhodobě úspěšná transplantace jedné plíce[7]
- 1986: první dlouhodobě úspěšná transplantace obou plic[8]
- 1988: první dlouhodobě úspěšná transplantace obou plic z důvodu cystické fibrózy

V roce 1988 podstoupila ve Spojeném království transplantaci plíce Vera Dwyer z hrabství Sligo v Irsku, které bylo diagnostikováno chronické fibrotické onemocnění plic. V listopadu 2018 byla Vera Dwyer uznána jako celosvětově nejdéle přeživší příjemce plic. Zemřela v roce 2021, 33 let po transplantaci.